# Zatypota pallipes
Zatypota pallipes är en stekelart som beskrevs av Otto Schmiedeknecht 1888. Zatypota pallipes ingår i släktet Zatypota och familjen brokparasitsteklar. Arten är reproducerande i Sverige. Inga underarter finns listade i Catalogue of Life.